# Cassia

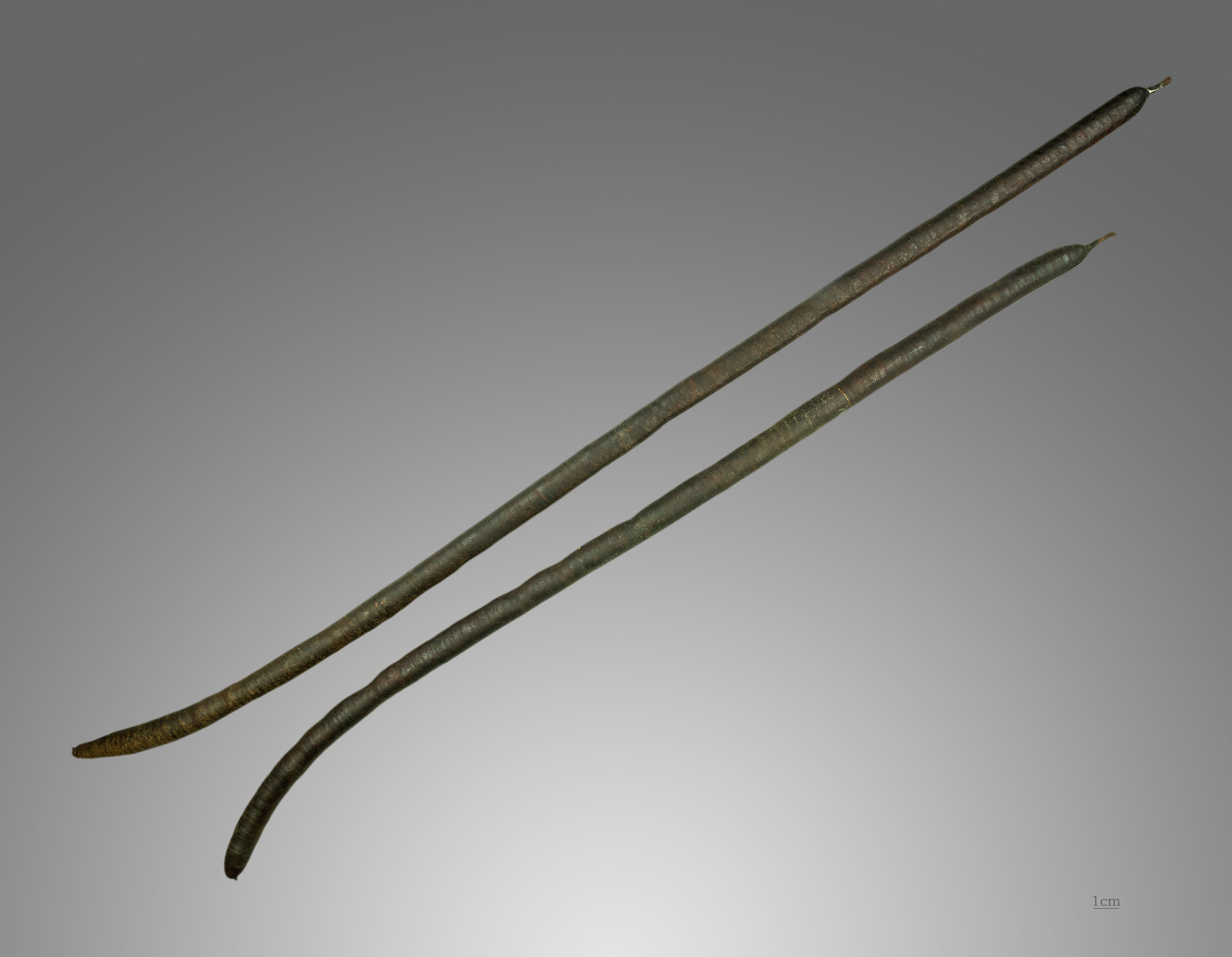
Cassia sieberiana

Casia este un gen de plante erbacee mari sau subarbuști ornamentali (1-4 m), din familia leguminoase, originare din Asia, Africa, America și Australia, cu tulpina alburie, puțin tomentoasă în partea superioară, frunze penat-compuse și flori galbene, roșii, dispuse în raceme axilare. În Egipt, Sudan, India și insulele Antile se cultivă pentru frunzele și fructele lor, utilizate ca laxativ și purgativ. 

## Specii
Cuprinde  peste 410 specii.